# Club Real Potosí
Club Real Potosí ist ein bolivianischer Fußballverein. Aktuell spielt der Klub aus der Stadt Potosí nach dem Abstieg 2021 aus der Liga de Fútbol Profesional Boliviano in der Primera A der Asociación de Fútbol Potosí.

## Geschichte
Der Klub in seiner heutigen Form entstand im Jahr 1994 durch die Fusion von Real Potosí (gegründet 1988) und Bamin Potosí (gegründet 1941). 1997 gelang der der Mannschaft der Aufstieg in die oberste Spielklasse Boliviens. Im Jahr 2007 gewann Club Bamin Real Potosí die bislang einzige Meisterschaft der Vereinsgeschichte.

## Stadion
Real Potosí trägt seine Heimspiele im Estadio Victor Agustín Ugarte aus. Das Stadion bietet 35.000 Zuschauern Platz und wird außerdem vom Fußballklub Nacional Potosí genutzt.

## Erfolge

### National
- Liga de Fútbol Profesional Boliviano

Meister: 2007-A
Vizemeister: 2004-C, 2006-A, 2006-C, 2011-A

### International
- Copa Libertadores

Teilnahme: 2002, 2007, 2008, 2009, 2010, 2012
- Copa Sudamericana

Teilnahme: 2007, 2013, 2015, 2016